# Гропо Сан Пјетро (Маса-Карара)
Гропо Сан Пјетро је насеље у Италији у округу Маса-Карара, региону Тоскана.
Према процени из 2011. у насељу је живело 2 становника. Насеље се налази на надморској висини од 783 м.